# Kaileena
(Kaileena riferendosi a se stessa in Prince of Persia: Spirito guerriero)
Kaileena, conosciuta anche come l'Imperatrice del Tempo, è un personaggio immaginario, coprotagonista di due episodi della serie di videogame Prince of Persia.

## Biografia

### Prima del Principe
Kaileena è la forma umana sotto la quale si cela l'Imperatrice del Tempo. Nonostante appaia come una bellissima giovane, in realtà è antica come il concetto stesso del Tempo. Oltre ad essere estremamente colta, è anche una combattente esperta nel campo delle arti marziali e della scherma, che combina ai suoi magici poteri.
Non si conosce nulla della natura dell'Imperatrice del Tempo: sicuramente è una creatura risalente alla notte dei tempi, probabilmente in provenienza da un'altra dimensione.
Si sa che stabilì la sua dimora nella misteriosa Isola del Tempo, dove fondò una grande Fortezza abitata da un esercito di creature da lei stessa create, il cui luogotenente era una creatura simile a lei nell'aspetto e nelle abilità, Shadee.
Fu lei, secondo la leggenda, a creare le Sabbie del Tempo, e a rinchiuderle nella magica Clessidra.

### Prince of Persia: Spirito guerriero
Quando il Principe di Persia arrivò sull'Isola con l'intenzione di impedirle di creare le Sabbie, l'Imperatrice aveva visto nel suo futuro che sarebbe morta per mano sua. Così si presentò come Kaileena e finse di aiutarlo, nella speranza che le sue creature o le trappole della Fortezza lo uccidessero. Ma questo non accadde, e lei stessa dovette scendere in campo e sfidarlo a duello. Dopo un'estenuante battaglia, il Principe la uccise, ma proprio la sua vittoria decretò la nascita delle Sabbie, che esplosero dal suo corpo.
Capito il suo errore, però, il Principe viaggiò di nuovo nel passato grazie alla Maschera dello Spettro e ritornò al momento prima di ucciderla. La portò nel presente, ma qui trovarono il Dahaka che cercava non più lui, ma lei: con le Sabbie mai create, la colpa del Principe non esisteva, mentre l'Imperatrice, appartenente al passato, non poteva rimanere in quell'era.
Ma il Principe votò le sue spade a Kaileena, di cui nel frattempo si era innamorato, e vinse la bestia; poi propose all'Imperatrice di lasciare l'Isola e di venire con lui a Babilonia.

### Prince of Persia: I due troni
Arrivati a Babilonia, i due trovarono la città assediata dagli uomini del Visir Zervan, che rapì la donna con l'intenzione di ucciderla per creare le Sabbie e diventare immortale.
Così accadde, e questo sancì la morte di Kaileena.
Ma non dello spirito dell'Imperatrice del Tempo: una volta che il Principe ebbe sconfitto il malvagio Visir, questa ricomparve, consapevole di non poter più restare nel mondo. Prese con sé le Sabbie e il Pugnale del Tempo, e sparì sotto forma di vento.
Nei due troni la voce narrante è la sua che racconta i fatti di ciò che accadde in quel momento.
Spiegando che era consapevole di ciò che gli sarebbe successo, ma che accettò quel destino per permettere al principe di salvare così il mondo, ma si può intuire anche che scelse di farlo per amore suo.

## Poteri
L'imperatrice possiede diversi poteri legati alle Sabbie del tempo, che è in grado di utilizzare durante il combattimento abbinate alle sue tecniche di scherma. Ha la capacità di rallentare il tempo, può smaterializzarsi e ricomparire in un punto diverso del campo di battaglia, può anche creare un vortice di sabbia attorno a sé, può inoltre evocare dei guerrieri di sabbia o dei piccoli tornadi per tenere il nemico impegnato durante il suo recupero delle forze.